# Lucjan Siemieński
Lucjan Hipolit Siemieński (Kamienna Góra, 13 agosto 1807 – Cracovia, 27 novembre 1877) è stato un poeta, traduttore e critico letterario polacco del periodo romantico.

## Biografia
Siemieński studiò lingue orientali al Collegium Richelieu di Odessa dal 1828 e prese parte alla Rivolta di novembre del 1831. Fino al 1846 visse in parte in Francia e in parte a Poznań, e in quell'anno si stabilì definitivamente a Cracovia, dove fondò il giornale Czas ("Il tempo"), divenne membro dell'Accademia delle scienze e sviluppò un'attività letteraria più ampia che profonda.
Come poeta si fece conoscere per la prima volta attraverso un'eccellente traduzione del manoscritto ceco Rukopis královédvorský (Cracovia, 1836). Tra le sue poesie (pubblicate per la prima volta a Cracovia nel 1844, poi con maggiore frequenza) merita di essere menzionato la romanza Trąby w Dnieprze; nel suo Legendy polskie, ruskie i litewskie (Poznań, 1845) coglie con grande maestria il tono della canzone popolare. La letteratura polacca gli deve anche le traduzioni di successo delle Odi di Orazio (Cracovia, 1869) e dell'Odissea (Cracovia, 1873). Entrò nel campo storico con la breve storia della Polonia Wieczory pod lipą ("Serate sotto il tiglio", Poznań, 1845), che fu uno dei libri più popolari in Polonia all'epoca. Tra i suoi romanzi merita di essere menzionato: Muzamerit (Poznań, 1843). Innumerevoli sono i suoi sparsi trattati letterari, storici e critici; furono in parte pubblicati in una raccolta dal titolo: Portrety literackie (Poznań, 1865–75, 5 volumi).

## Riconoscimenti
Siemieński è una delle grandi personalità polacche sepolte nella chiesa della Skałka a Cracovia.